# فيلي كاداليب
فيلي كاداليب (بالإنجليزية: Velle Kadalipp)‏ (من مواليد 25 مارس 1963م في فيلياندي) وهو مهندس معماري إستوني.
من عام 1981، درس فيلي في معهد الفن الحكومي لإستونيا في قسم الهندسة المعمارية. تخرج من المعهد في عام 1986.
من عام 1986 إلى عام 1993، عمل فيلي في مكتب التصميم الصناعي في إستونيا. من عام 1993 إلى عام 1997 كان يعمل في المكتب المعماري انتيك. بين عامي 1997 و 1999 عمل فيلي كمهندس معماري مستقل. منذ عام 1999، عمل فيلي في المكتب المعماري جي في ار. وهو أيضاً عضو اتحاد المهندسين المعماريين في إستونيا.

## أعماله
- التخطيط لكينتا باريش، 1994

- التخطيط لمدينة كلينجي-نومي، 1996

- إعادة إعمار شارع توري ، 1999 (مع كالي فيلفوج)

- التخطيط التفصيلي لشارع سيدري و ريمالجا في بارنو، 2000 (مع كالي فيلفوج)

- مبنى سكني في شارع كوبميه، 2004 (مع كالي فيلفوج)

- المباني السكنية في شارع بيكلي، 2005 (مع كالي فيلفوج)

- مبنى سكني في شارع تاتري، 2005 (مع كالي فيلفوج)

- مبنى سكني في شارع لوجي ، 2005 (مع كالي فيلفوج)

- مبنى المكاتب والشقق في جوفي، 2006 (مع كالي فيلفوج)

## المسابقات
- مكتبة جوفي، عام 1990 (مع إالمار جالا، كالي فيلفوج)؛ الجائزة الأولي.

- صالة مشتركة في جامعة تارتو، 2000 (مع إلمار جالا، كالي فيلفوج، إين راجاسار)؛ مسابقة شراء

- مبنى سكني في شارع كوبمية، عام 2001 (مع كالي فيلفوج، أوت كيدريك، إين راجاسار)؛ الجائزة الأولي.

- امتداد مدرسة بارنو تاون القديمة الثانوية، 2001؛ الجائزة الثالثة.

- سبا"spa" في كوريسار ، 2002 (كالي فيلفوج)؛ الجائزة الثانية.